# Watchet (stacja kolejowa)
 Watchet – stacja kolejowa w miejscowości Watchet w hrabstwie Somerset w Wielkiej Brytanii. Obecnie stacja przelotowa zabytkowej kolei West Somerset Railway.